# Thomassique
Thomassique (en criollo haitiano Tomasik) es una comuna de Haití que está situada en el distrito de Cerca-la-Source, del departamento de Centro.

## Historia
Pasó a ser un barrio, con el nombre de Thomassico el 3 de agosto de 1889. De 1934 a 1942 pasó a ser comuna (de 5ª clase). En 1954 pasó a ser la comuna actual.

## Secciones
Está formado por las secciones de:
- Matelgate (que abarca la villa de Thomassique)
- Lociane

## Demografía
| Gráfica de evolución demográfica de Thomassique entre 2009 y 2015 |
|                                                                   |

Los datos demográficos contemplados en este gráfico de la comuna de Thomassique son estimaciones que se han cogido de 2009 a 2015 de la página del Instituto Haitiano de Estadística e Informática (IHSI).